# Apartment House 1776
Apartment House 1776 es una composición de 1976 del compositor estadounidense John Cage, compuesta para el Bicentenario de los Estados Unidos y estrenada por seis orquestas en todo el país durante ese año. 

## Historia
El trabajo fue encargado conjuntamente por las orquestas de Boston, Chicago, Cleveland, Los Ángeles, Nueva York y Filadelfia. En estas interpretaciones, el trabajo se realizó junto con otra obra orquestal de Cage de 1975-76 titulada Renga.
Siguiendo el principio Musicircus de Cage (que presenta lo que él llamó una «multiplicidad de centros»), el trabajo requiere cuatro vocalistas solistas, cada uno representando una tradición religiosa diferente en los Estados Unidos: protestante, sefardí, nativo americano y afroamericano. Los cantantes, quienes representaban las cuatro tradiciones religiosas practicadas en la fundación de los Estados Unidos en 1776, seleccionaron canciones auténticas de sus respectivas tradiciones y las cantaron sin intentar unirlas con las de los otros cantantes. 
Los solistas de las interpretaciones originales fueron Helen Schneyer (Protestante), Nico Castel (Sefardí), Swift Eagle (Nativo Americano - Apache de Santo Domingo), y Jeanne Lee (Afroamericana). Las interpretaciones originales fueron dirigidas por Seiji Ozawa (Boston), Pierre Boulez (Nueva York) y Zubin Mehta (Los Ángeles). 
Los cantantes están acompañados por versiones de himnos y música congregacional escritos por compositores que tenían al menos 20 años en el momento de la Revolución Americana, que Cage recompuso mediante operaciones al azar. Los compositores cuyos trabajos fueron utilizados incluyen a William Billings, James Lyon, Jacob French, Andrew Law y Supply Belcher. Además, Cage usó cuatro marchas para tambores solistas (transcritas por James Barnes del Drum Book of Benjamin Clark de 1797) y 14 melodías para instrumentos melódicos, que se basan en la danza o las melodías militares de la época.

## Discografía
- 1994 - John Cage: Orchestral Works I (Mode)